# Cebollita
La cebollita és un mineral de la classe dels silicats. Rep el seu nom del pic Cebolla, a l'estat de Colorado (Estats Units), on va ser descoberta

## Característiques
La cebollita és un silicat de fórmula química Ca₅Al₂(SiO₄)₃(OH)₄. Va ser aprovada com a espècie vàlida per l'Associació Mineralògica Internacional l'any 1914. Cristal·litza en el sistema ortoròmbic. La seva duresa a l'escala de Mohs és 5. És molt semblant a una vesuvianita molt hidratada i deficient en silici.
Segons la classificació de Nickel-Strunz, la cebollita pertany a «09.BB - Estructures de sorosilicats, grups Si₂O₇, sense anions no tetraèdrics; cations en coordinació tetraèdrica [4] i major coordinació» juntament amb els següents minerals: åkermanita, gehlenita, gugiaïta, hardystonita, jeffreyita, okayamalita, alumoåkermanita, barylita, clinobarylita i andremeyerita.

## Formació i jaciments
És un mineral de baixa temperatura format per l'alteració deuterina de la mel·lilita o la plagioclasa. Sovint es troba en intercreixements amb la natrolita. Va ser descoberta prop el pic Cebolla, al comtat de Gunnison de l'estat de Colorado, als Estats Units. També ha estat descrita a l'estat de Califòrnia i a altres indrets del planeta com el Canadà, Groenlàndia, Lesotho, Nova Zelanda, Romania, Rússia, Sud-àfrica i Irlanda del Nord.